# Aisching
Aisching ist ein Gemeindeteil von Gstadt am Chiemsee im oberbayerischen Landkreis Rosenheim und liegt zwischen Gstadt und Breitbrunn in erhöhter Lage mit Panoramablick auf Berge, Chiemsee, Frauen- und Herreninsel.
Zum Stichtag der Volkszählung vom 25. Mai 1987 hatte der Weiler Aisching 15 Einwohner in sechs Gebäuden mit elf Wohnungen.
Der Chiemseemaler Wilhelm Boshart ließ sich 1857 ein Sommerhaus in Aisching bauen. Einer seiner Nachfolger, Willibald Demmel, erwarb 1951 ein Anwesen auf dem in der Chiemgauer Kunstszene sehr beliebten Hügel Aischinger Höhe, wo er künftig wohnte und sein Atelier hatte und eine Weinstube mit dem Namen Palette betrieb.